# Miconia fluminensis
Miconia fluminensis är en tvåhjärtbladig växtart som beskrevs av Ernst Heinrich Georg Ule. Miconia fluminensis ingår i släktet Miconia och familjen Melastomataceae. Inga underarter finns listade i Catalogue of Life.